# Кормак, Патрик
Патрик Томас Кормак, барон Кормак (англ. Patrick Cormack, 18 мая 1939 года — 25 февраля 2024 года) — британский политик, педагог, учёный-историк, журналист и писатель. Член парламента (MP) в течение 40 лет (1970—2010). Член Консервативной партии и считался консерватором одной нации.
Избирался от Кэннока на всеобщих выборах 1970 года, от Юго-Западного Стаффордшира в 1974 г. (переименованного в Южный Стаффордшир в 1983 г.). Возглавлял Комитет по делам Северной Ирландии в 2005 г. Дважды был кандидатом на пост спикера Палаты общин. После ухода из Палаты общин в 2010 г. продолжил политическую активность в Палате лордов, оставшись пожизненным пэром.

## Биография
Кормак родился в семье Томаса Чарльза Кормака, местного государственного служащего и капитана дальнего плавания, и его жены Кэтлин Мэри Кормак в Гримсби незадолго до начала Второй мировой войны. Он получил среднее образование в местной школе Св. Джеймса и школе Хэвлока, прежде чем поступить в Университет Халла, где в 1961 году получил степень бакалавра искусств.
Кормак преподавал в своей бывшей школе Св. Джеймса с 1961 года. На всеобщих выборах 1964 года Кормак боролся за место в парламенте от Лейбористской партии Болсовер, но проиграл действующему депутату Гарольду Нилу, перевес составил 23 103 голоса. На всеобщих выборах 1966 года Кормак боролся за место в своем родном городе Гримсби, но снова потерпел поражение, на этот раз от государственного секретаря по образованию и науке Энтони Кросленда, у которого было большинство в 8 126 голосов. В 1966 году Кормак стал сотрудником по образованию в Ross Ltd, а в 1967 году получил назначение помощником заведующего в колледж Wrekin в Веллингтоне, Шропшир, на два года. В 1969 году перешёл в Brewood Grammar School.
Кормак был членом Bow Group и Conservative Monday Club, покинув обе организации в конце 1971 года.
На всеобщих выборах 1970 года Кормак баллотировался на место в Кэнноке и на этот раз был избран, с небольшим перевесом в 1529 голосов победив действующего депутата от Лейбористской партии Дженни Ли. С 1970 по 1973 год Кормак занимал должность секретаря парламента в Департаменте здравоохранения и социального обеспечения. Он сменил избирательные округа на всеобщих выборах в феврале 1974 года, оставив место в Кэнноке и вместо него оспаривая место в Юго-Западном Стаффордшире, на которое и был избран с перевесом в 9758 голосов.
Кормак возглавил редакционную коллегию журнала The House в 1976 году и стал редактором журнала в 1979 году.
В течение всего срока работы парламента 1979—1983 годов Кормак был членом Комитета по образованию.
Будучи противником монетаристской экономической политики премьер-министра Маргарет Тэтчер, в ноябре 1981 года, когда количество безработных в стране приближалось к 3 000 000 (по сравнению с 1 500 000 двумя годами ранее), Кормак призвал Тэтчер изменить политику своего правительства, если только Великобритания желает избежать экономической катастрофы.
На всеобщих выборах 1983 года Кормак был избран от Южного Стаффордшира, охватывающего территорию прежнего Юго-Западного Стаффордшира. В 1997 году, после 27 лет в качестве депутата задних рядов, он был повышен тогдашним лидером оппозиции Уильямом Хейгом до должности заместителя лидера оппозиции в Палате общин.
С этой должности Кормак ушёл в начале 2000 года, баллотируясь в том же году на должность спикера Палаты общин (после выхода на пенсию Бетти Бутройд). Однако его попытка стать спикером не увенчалась успехом, и вместо него Палата выбрала на эту роль депутата-лейбориста Майкла Мартина. Кормак стал пожизненным президентом журнала The House в 2005 году. В парламенте 2005—2010 годов Кормак был председателем Комитета по делам Северной Ирландии.
Голосование в Южном Стаффордшире было отложено на всеобщих выборах 2005 года из-за смерти кандидата от либеральных демократов Джо Харрисона. Когда же выборы состоялись, 23 июня 2005 года, Кормак уверенно победил. В феврале 2007 года было объявлено, что Кормак не смог добиться повторного принятия окружного отделения своей партии на следующих всеобщих выборах. Голосование позже было признано недействительным, поскольку количество зарегистрированных голосов превысило количество людей, присутствовавших на собрании. В июле 2007 года исполнительный совет консерваторов Южного Стаффордшира проголосовал по этому вопросу, но результаты не дали преимущества ни одной из сторон. Голосование всех местных членов партии должно было решить, может ли Кормак оставаться кандидатом партии на следующих всеобщих выборах. В голосовании, состоявшемся 14 сентября, Кормак был повторно выдвинут в качестве кандидата от Консервативной партии, получив поддержку более 75 % участвующих членов партии. Он назвал эту победу «большим облегчением».
1 декабря 2009 года Кормак объявил о своем намерении уйти в отставку во время всеобщих выборов 2010 года
Хотя Кормак имел репутацию серьёзного парламентария, иногда он отличался тем, что задавал в Палате общин легкомысленные вопросы, а однажды просто спросил премьер-министра Гордона Брауна (на Prime Minister’s Questions), что тот хотел бы получить на Рождество.
Кормак стал пожизненным пэром 18 декабря 2010 года как барон Кормак из Энвилла в графстве Стаффордшир. Он занимал места консерваторов в Палате лордов и много раз выступал против планов коалиции по реформированию Палаты лордов.
Кормак считался тори из «Единой нации». Он был сторонником Эдварда Хита и часто бунтовал при Маргарет Тэтчер, входя во внутрипартийную фракцию, известную как «мокрые».
Кормак проявлял активный интерес к историческим вопросам, особенно тем, которые касались английского наследия. Он также был знающим парламентским историком, написал много книг по различным темам, начиная от истории парламента, британских замков, английских соборов и заканчивая книгой о Уильяме Уилберфорсе.
Был попечителем Churches Preservation Trust с 1972 года до своей смерти, членом совета British Archaeology с 1979 года, а также был ливериером Worshipful Company of Glaziers and Painters of Glass в течение того же периода времени. С 1983 по 1993 год опекал Winston Churchill Memorial Trust, консультировал FIRST, организацию по международным делам, с 1985 года. Он был вице-президентом Royal Stuart Society и Heritage Crafts Association.
Будучи правоверным христианином, Кормак был настоятелем приходской церкви парламента, Святой Маргариты, Вестминстер, с 1978 по 1990 год.
Руководил Британской ассоциацией друзей музеев с 2023 года до своей смерти в 2024 году.
Кормак был многолетним вице-президентом Национального церковного траста
Был женат на Кэтлин Мэри Макдональд (с 1967 года). У них было двое сыновей. В справочнике «Кто есть кто» сам описал свои увлечения как «борьбу с филистимлянами, прогулки, посещение старых церквей, избегание сидения на заборах». Он был членом клубов «Атенеум» и «Линкольншир». Долгое время жил в Линкольне, недалеко от их знаменитого собора.
Кормак умер 25 февраля 2024 года в возрасте 84 лет Среди тех, кто пришёл проводить его в последний путь, были премьер-министр Риши Сунак и лидер оппозиции Кейр Стармер.